# Maria Stein-Lessing
Maria Stein-Lessing (geboren als Augusta Maria Lessing 28. März 1905 in Schneidemühl; gestorben 1961 in Johannesburg) war eine deutsch-südafrikanische Kunsthistorikerin und Kunstsammlerin.

## Leben

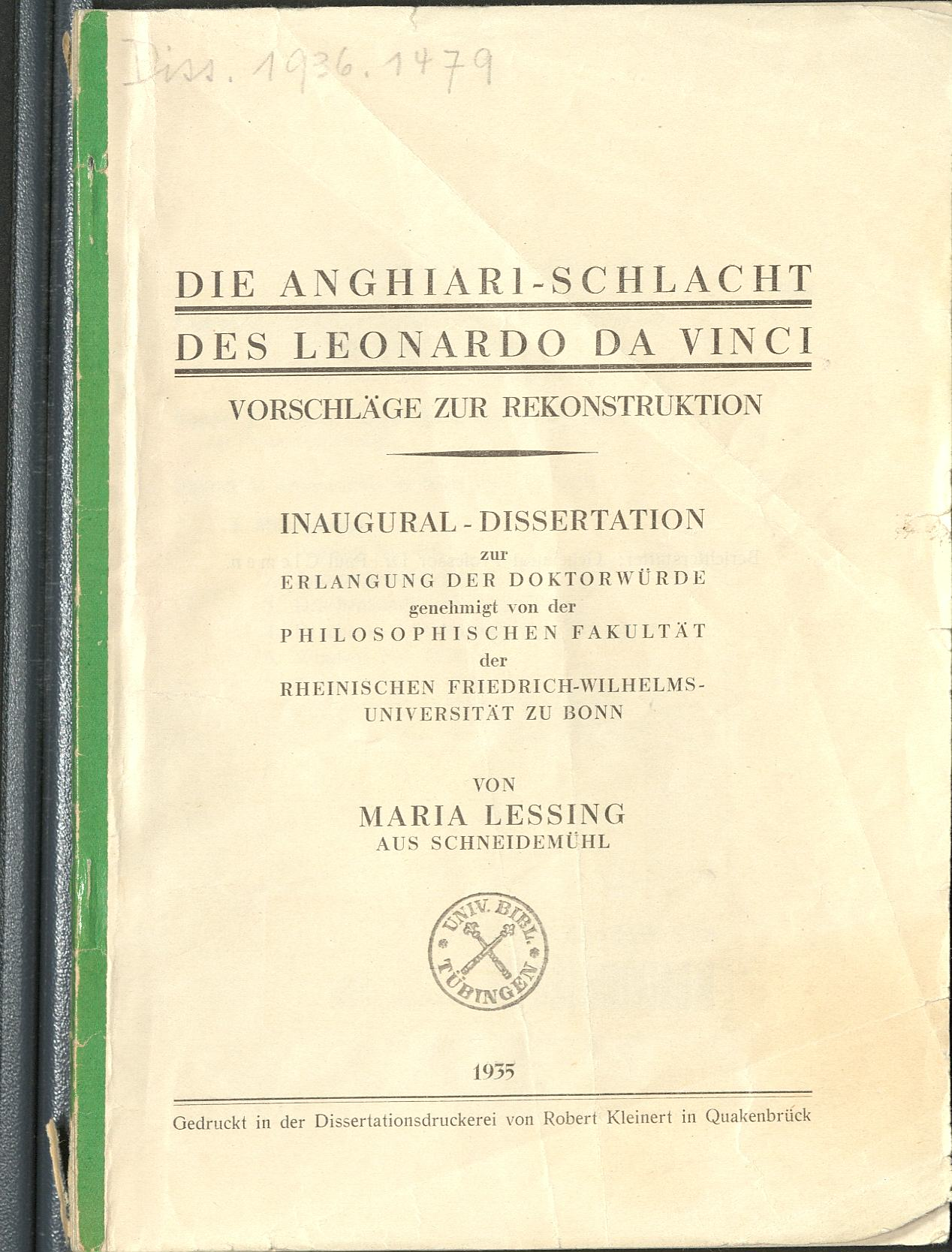
Dissertation

Maria Lessing war eine Tochter des Fabrikanten Georg Lessing und der Irma Hamburger. 1910 zog die Familie nach Berlin, wo Lessing die Fürstin Bismarck-Schule und das Realgymnasium der Auguste-Viktoria-Schule besuchte. Sie studierte Kunstgeschichte in Berlin, Bonn und Heidelberg. Sie brach wegen wirtschaftlicher Notlage und wegen Krankheit 1932 das Studium ab, arbeitete in der Münzenhandlung Robert Ball in Berlin und ging nach der Machtübergabe an die Nationalsozialisten als Researchstudent an das Courtauld Institute in London. 1934 veröffentlichte sie einen Beitrag im Burlington Magazine. Im Juli 1934 wurde sie an der Universität Bonn promoviert. Da sie als nicht-arisch galt, bedurfte es eines besonderen Einsatzes ihres Doktorvaters Paul Clemen. Lessing behandelte in ihrer Dissertation das verschollene Gemälde Schlacht von Anghiari von Leonardo da Vinci. Die Dissertation wurde zusätzlich 1935 in den USA im Art Bulletin abgedruckt. Ihr nächstes Promotionsvorhaben in London bei William George Constable brach sie 1936 ab, als sie nach Südafrika emigrierte.
Sie heiratete 1936 Dr. Kurt Stein und nannte sich fortan Stein-Lessing, die Ehe hielt nicht lange. 1941 lernte sie den Emigranten und Geschäftsmann Leopold Spiegel (1911–2006) kennen, und sie heirateten 1943. 
Stein-Lessing befasste sich nun mit der Kunst in Südafrika. Ab 1936 jobbte sie als Museumsführerin bei der Johannesburg Art Gallery.
Von 1937 bis 1943 war sie verantwortlich für den Bereich Kunstvermittlung beim Pretoria Technical College, die Arbeit verlor sie, weil sie nun verheiratet war, und sie eröffnete einen kleinen Kunsthandel mit afrikanischer Kunst für Sammler und Touristen. Von 1945 bis 1949 leitete sie die Sammlung für Bantu-Kunsthandwerk beim staatlichen Department of Native Affairs. Sie nahm ab 1946 einen Lehrauftrag für Kunstgeschichte an der Witwatersrand-Universität in Johannesburg wahr, zu ihren Studenten zählten Esmé Berman, Eric Fernie, Judith Mason, Elizabeth Rankin, Cecily Sash, Cecil Skotnes. Sie galt als ein ungewöhnlicher Mensch, sie war eine nikotinsüchtige Kettenraucherin und brachte ihren Spaniel mit in ihre Lehrveranstaltungen.
Das MuseuMAfricA in Johannesburg benannte 2009 einen Teil seiner Ausstellung als The Spiegel/Stein-Lessing African Art Wing.

## Schriften (Auswahl)
- Maria Lessing: Die Anghiari-Schlacht des Leonardo da Vinci : Vorschläge zur Rekonstruktion. Quakenbrück : Robert Kleinert, 1935. Bonn, Diss. 1935